# San Francisco Javier
San Francisco Javier è un comune del dipartimento di Usulután, in El Salvador.
| Controllo di autorità | VIAF (EN) 262127125 |